# Bleicheteichwasser
Das Bleicheteichwasser, früher Oderwitzer Grundwasser, ist ein etwa zweieinhalb Kilometer langer Bach in der Oberlausitz in Sachsen. Er entspringt im Brandbusch am Nordhang des Hofebergs in den Schwarzen Teichen und fließt westlich am Oberoderwitzer Spitzberg vorbei, bevor er weiter nördlich in Oderwitz in das Landwasser mündet. 
Im Jahr 1828 wurde an diesem Bach nördlich der Sorge eine Garnbleiche für die örtliche Hausweberei errichtet und drei Teiche angelegt, der Obere, Mittlere und Untere Bleicheteich. 1885 wurde das Trockenhaus bei einem Brand zerstört, die Bleiche stellte daraufhin ihren Betrieb ein. Heute werden die Teiche als Naherholungsgebiet, für die Fischaufzucht und den Angelsport genutzt. Daher finden sich auch im Bach Vorkommen von Aal, Hecht, Zander sowie Karpfen, Schleie und verschiedenen Weißfischen.
Das Quellgebiet ist als Flächennaturdenkmal „Schwarzer Teich“ geschützt.

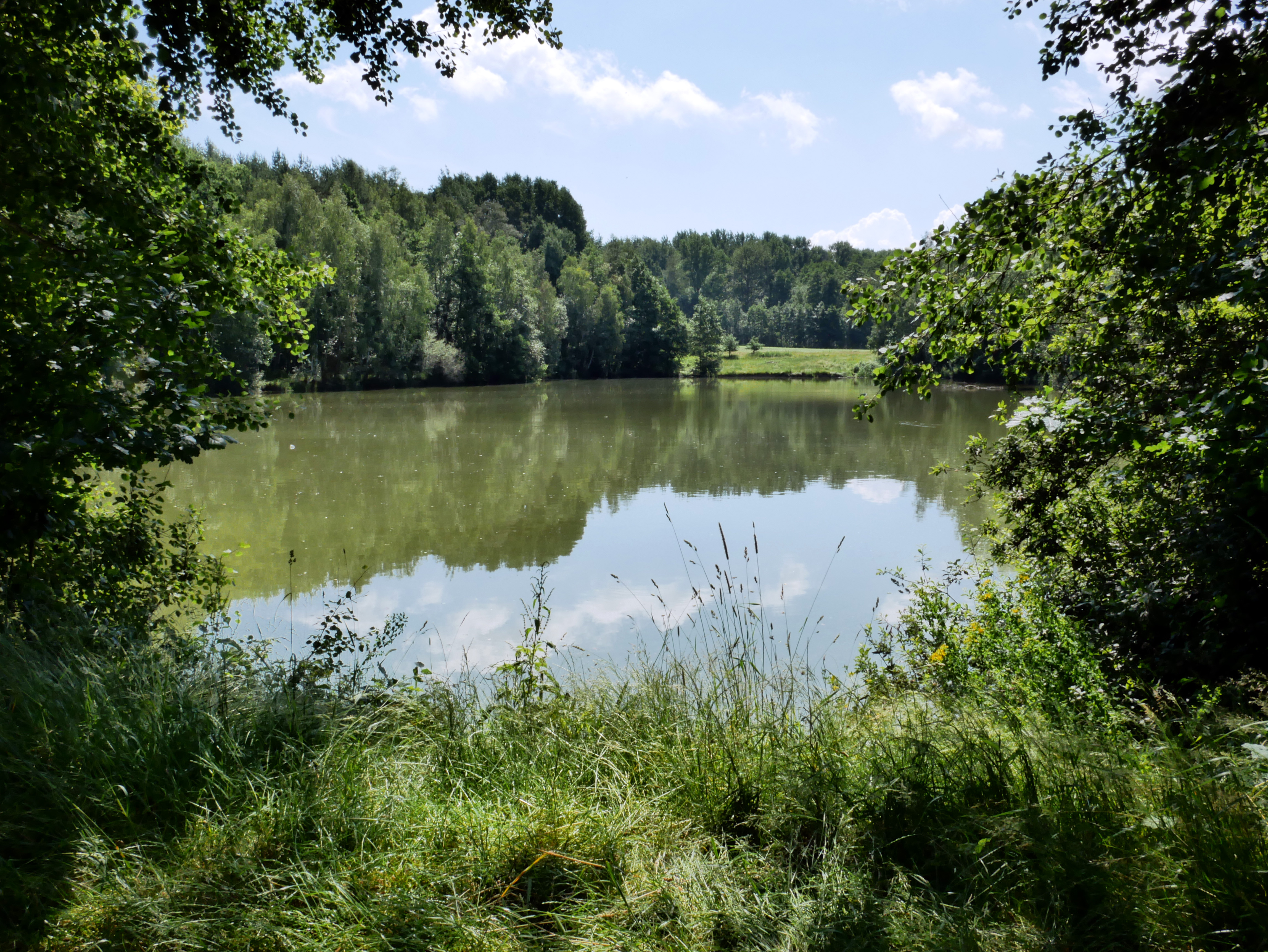
Oberer Bleicheteich
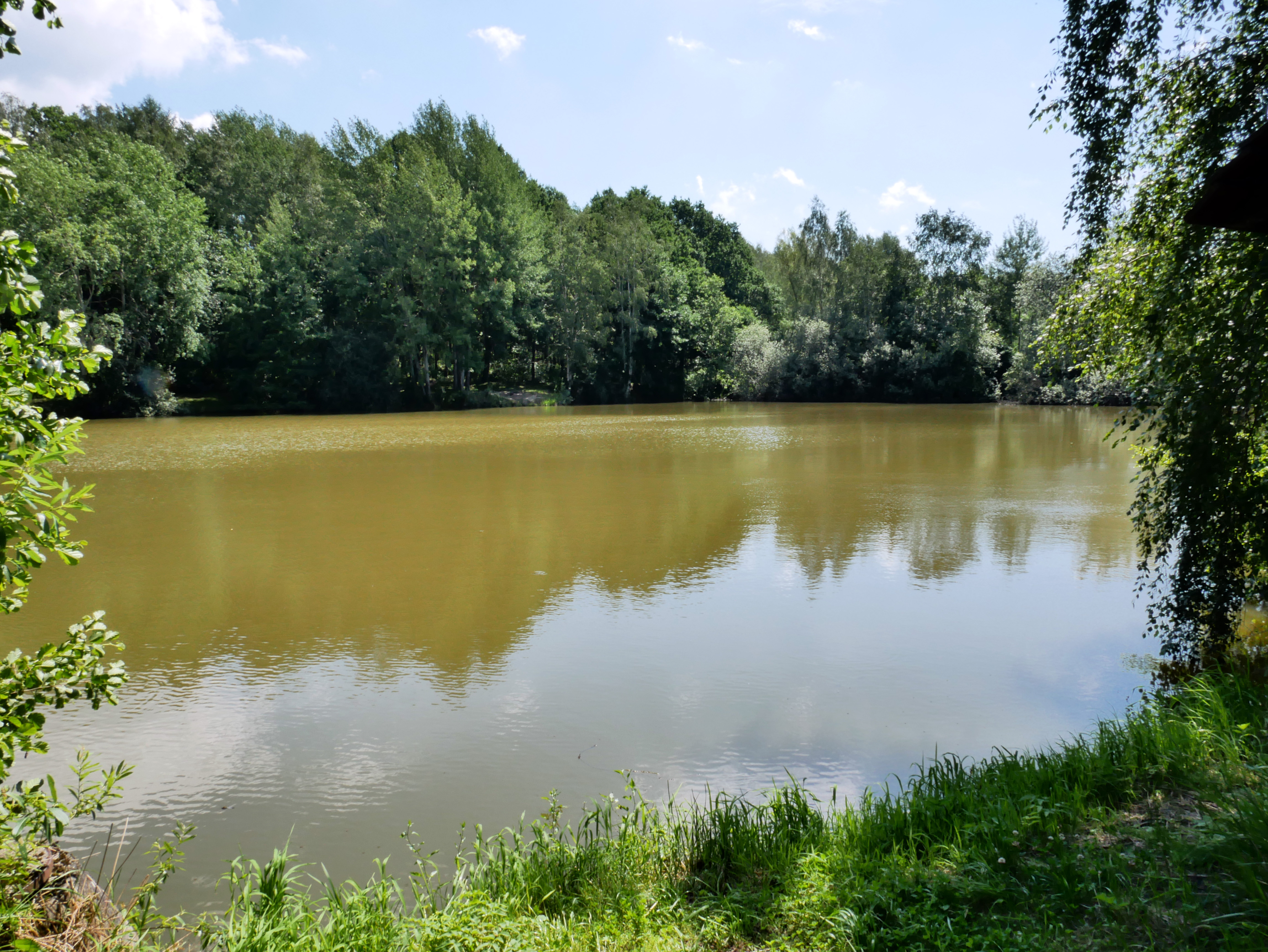
Mittlerer Bleicheteich
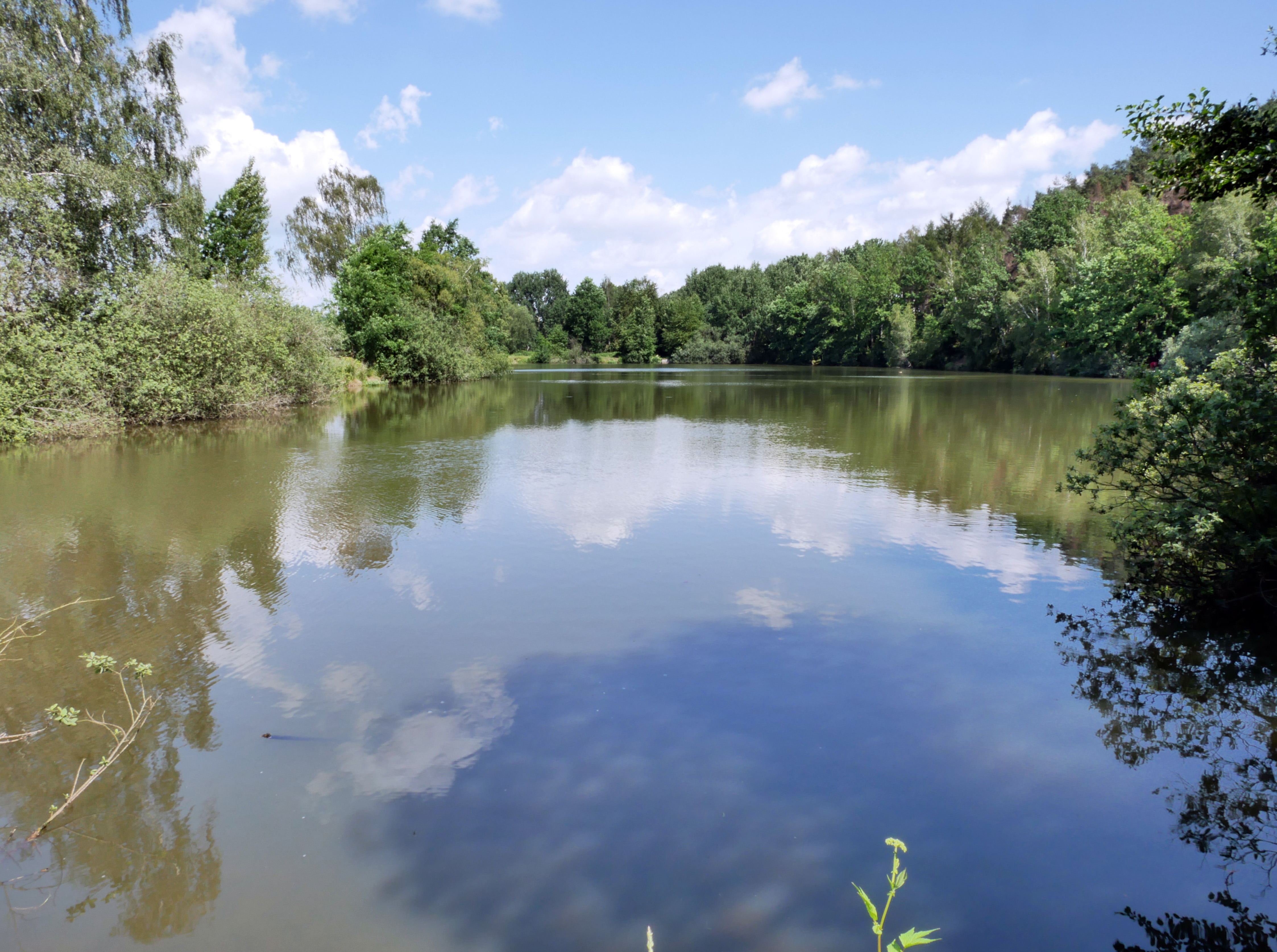
Unterer Bleicheteich